# Бубакар Траоре
Бубакар Файе Траоре (на френски: Boubacar Faye Traorè) е сенегалски професионален футболист, който играе на поста ляв бек. Състезател на Ботев (Враца).

## Кариера
Като юноша започва в Италия и преминава през юношеските формации на Тутокуойо и Торино. Първият му мъжки отбор е Тутокуойо, където играе 2 години. След това преминава през Таршиен Рейнбоус, Теута, Апоел (Кфар Саба), Санкт Гален и Металист Харков.
На 1 февруари 2023 г. подписва договор с Берое (Стара Загора). На 16 август 2023 г. напуска Берое.